# 觀谷大廈

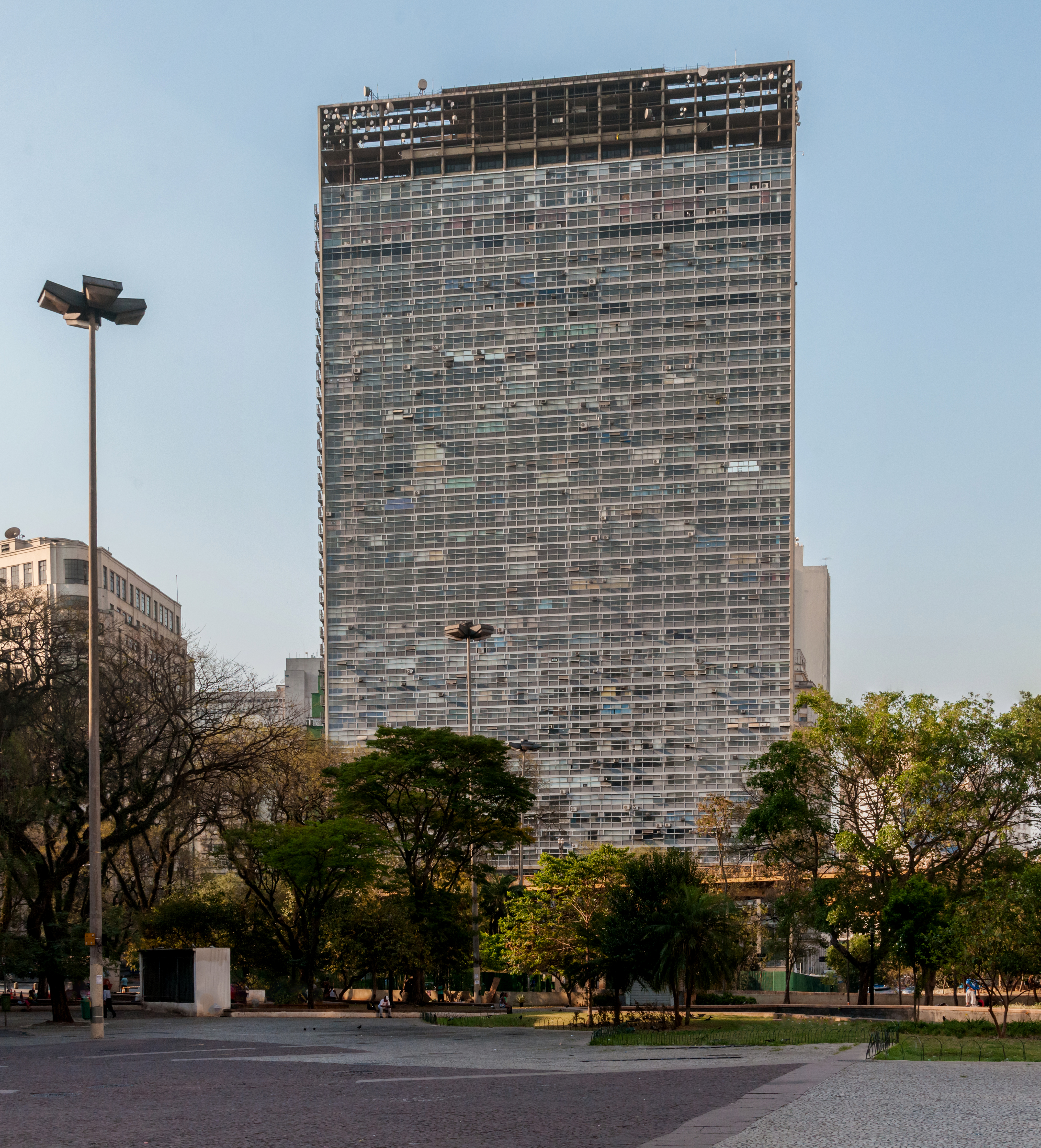
觀谷大廈

觀谷大廈（葡萄牙语：Mirante do Vale）是位於巴西聖保羅的摩天大樓，建於1960年，是一座樓高54層 170.0米（558英尺）的摩天大樓。

## 外部連結
- （葡萄牙文） Official page （页面存档备份，存于）
- （英文） Mirante do Vale in Emporis （页面存档备份，存于）
- （英文） Mirante do Vale in SkyscraperPage （页面存档备份，存于）
- （葡萄牙文） Interesting data of Skyscraper
- （葡萄牙文） Waldomiro Zarzur, the owner of the buildingArchive.today的存檔，存档日期2012-07-31

23°32′31″S 46°38′07″W / 23.54194°S 46.63528°W